# Степанюк Іван Васильович
Іва́н Васи́льович Степаню́к (19 квітня 1903, село Цуцнів, нині Володимирський район, Волинська область) — 29 травня 1934, Дніпропетровськ) — український радянський письменник.

## Життєпис
1925 року, через переслідування польським урядом за революційну діяльність переїхав до Радянської України, працював робітником  у Дніпропетровську, був членом літературних організацій ВУСПП і «Західна Україна». Друкуватися почав 1926 в дніпропетровському журналі «Зоря»; вірші й оповідання (переважно з робітничого і селянського життя) розкинені в журналах, окремо вийшла збірка поезій «Струмують дні» (1930; перевидана у Києві 1965). Член Комуністичної партії з 1931 року.
Жив і помер у Дніпропетровську. Могила збереглася на Запорізькому цвинтарі у м. Дніпро.